# Rebelové (film, 1969)
Rebelové (originální název The Desperados) je americký western z roku 1969 produkce Columbia Pictures s Vincem Edwardsem v hlavní roli. Režisérem filmu byl Henry Levin. Premiéru měl 28. února 1969 v SRN, v USA až 19. listopadu stejného roku.
Film vypráví o cestě syna za pomstou svému despotickému otci a dvěma bratrům, kteří mu zabili ženu a unesli jeho dítě.